# Bioenergetika
Bioenergetika  ali energetska medicina je skupina različnih tehnik zdravljenja, ki spadajo v komplementarno in alternativno medicino. Gre za kombinacijo psihoterapije, tehnik sproščanja in dotikanja oz. polaganja rok na telo. Termin bioenergetika se pogosto uporablja tudi za opisovanje spremembe energije v živih celicah.
Pristopi različnih terapij se razlikujejo v filozofiji, pristopu in izvoru. V glavnem se tehnike zdravljenja delijo na dve glavni kategoriji: v prvo kategorijo spadajo terapije, ki temeljijo na ezoteričnih oblikah »energije« in so znane pod imenom »domnevne energetske terapije«. Drugo kategorijo tvorijo terapije, ki temeljijo na znanih oblikah energije (kot npr. elektromagnetizem) in se imenujejo »resnične energetske terapije«. 
Bioenergetske tehnike pogosto predpostavljajo, da neravnovesje v telesnem energetskem polju povzroča bolezni in da lahko z uravnovešenjem telesnega energetskega polja bolnik ozdravi. Znanost tega pristopa ne priznava bioenergetike, saj v prid slednje ni nobenih empiričnih dokazov.

## Oblike terapij

### Bioenergetska analiza
Bioenergetska analiza ima svoje korenine v psihoanalizi, teoriji, ki pojasnjuje nastanek človekove osebnosti in vedenja, katere oče je Sigmund Freud in njegovi sodelavci. Wilhelm Reich je tej teoriji dodal sistematičen pristop k telesnim strukturam in vzorcem, ki so posledica psiholoških vzorcev.  Kasneje je Alexander Lowen na temelju Freudove in Reichove teorije razširil model osebnostne analize in dodal nekatere nove karakteristike kot npr. človekov odnos do realnosti, ki izhaja iz telesa in uma in pa uporabo gibanja in točk pri terapiji.
Bioenergetska analiza združuje kognitivne procese s procesi v telesu in umu in pomaga pacientu, da se znebi čustvenih težav in sprevidi možnost sreče in zadovoljstva v življenju. Glavna ideja tovrstne terapije je, da je delovanje telesa in uma povezano in da se karkoli, kar se dogaja v umu, na nek način odraža tudi v gibanju telesa in obratno.
Bioenergetska analiza je kombinacija tehnik sproščanja, psihoterapije in polaganja rok na telo, ki sprošča mišice. Predvideva, da obstaja povezava med telesom in umom. Telo shrani negativne čustvene odzive, ki se nato odražajo v napetosti in togosti mišic, nizkih ravneh energije in slabi drži. Da bi se pacienti vrnili v stanje zdravega telesa in sproščenega uma, se morajo rešiti mišične napetosti in pshičnih težav. Zato bioenergetik vzdraži mišice in čustveno zdravje s tem, da kriči ali vpije, lahko pa se to stanje doseže tudi z vadbo oz. t. i. "stresnimi" položaji telesa. Pri najbolj znanem bioenergetskem položaju  pacient vzravnano stoji, kolena ima rahlo pokrčena, teža je razporejena iz središča na robove stopal, trebuh je v sproščenem položaju; nato pacient potisne pesti v središče hrbta in potisne brado rahlo naprej. Bioenergetska analiza se lahko izvaja kot individualna ali skupinska terapija. Terapevt preuči mišične gibe, dihanje, ton glasu in določi fizične ali psihične težave pacienta. Ko uravnotežijo energijo in električne motnje v telesu in odstranijo strupe, lahko telo ozdravi samo od sebe. Z bioenergetsko analizo zdravijo predvsem vse vrste psiholoških bolezni, glavobole in nevrološke bolezni.

### Bioterapija
Bioterapija ali zdravljenje z bioenergijo je način zdravljenja s polaganjem rok na telo in magnetno močjo. Ta pristop predvideva, da ima vsak človek ima v sebi neko življenjsko energijo, t. i. bioenergijo. To je »čista« energija, ki uravnava vse biološke in kemične procese v telesu. Stres, psihološke in čustvene travme, naše okolje ali celo naše misli lahko ustvarijo neravnovesje v človekovem energetskem polju. Pravzaprav lahko vsak notranji ali zunanji dražljaj vpliva na bioenergetsko polje in s tem povzroči umske, emocionalne in fizične simptome. 
Oseba je zdrava, ko ima uravnovešen energijski potencial. Del tega energetskega potenciala je tudi avra, energetsko magnetni plašč okoli telesa in odraz življenjske energije. Stanje imunskega sistema zdravilec preveri s slikanjem avre s pomočjo posebne kamere. Bioenergetik naj bi imel sposobnost, da s polaganjem rok nato vpliva na pretok energije v telesu in dovaja bioenergijo na tisti del telesa, kjer je potrebna in jo odvzema tam, kjer nastane presežek energije. Tako vpliva na ravnovesje energijskega potenciala v telesu in mu dovede toliko bioenergije, da lahko telo samo nadaljuje s procesom zdravljenja. Bioterapija naj bi bila primerna za vse tipe bolezni, saj krepi imunski sistem, ki je odgovoren za zdravstveno stanje bolnika. Terapije se večinoma izvaja v skupini, možne pa so tudi individualne terapije. Pri zdravljenju s to tehniko je poudarek tudi na zdravi prehrani, telesni aktivnosti, gibanju na svežem zraku in življenju s čim manj stresa.

## Dokazi in kritike učinkovitosti terapije
Raziskave kažejo, da se mnogi pacienti po bioenergetski terapiji počutijo bolje kot pred terapijo. Kljub temu znanstveni dokazi zaenkrat še niso potrdili bioenergetske terapije kot zanesljive tehnike v boju proti različnim boleznim.
Obstaja pa tudi mnogo drugih, predvsem psiholoških razlag za pozitivne učinke energetske terapije kot sta učinek placeba ali kognitivna disonanca, kar lahko vpliva na pozitivne rezultate raziskav o učinkovitosti bioenergetskih metod.
Kritiki bioenergetskih metod ponujajo predvsem dve razlagi za anekdote o ozdravitvi ali izboljšanju zdravstvenega stanja. Prva se imenuje post hoc ergo propter hoc, kar pomeni, da je splošno izboljšanje stanja naključno in neodvisno od tega, kaj je naredil pacient ali zdravilec. Tem bolnikom bi se stanje izboljšalo tudi, če se ne bi zdravili oz. ne bi naredili nič v smeri izboljšanja stanja. Druga razlaga pa temelji na učinku placeba, pri katerem pacient začuti zmanjšanje bolečine ali izboljšanje zdravstvenega stanja. V tem primeru je zdravilec dejansko pomagal bolniku, vendar ne preko energije, ampak preko izboljšanja vere v ozdravitev. V obeh primerih lahko bolnik občuti zmanjšanje simptomov bolezni, vendar v nobenem primeru ni bil čudežno ozdravljen.